# Dipartimento di Petén
Il dipartimento di Petén è uno dei 22 dipartimenti del Guatemala, il capoluogo è la città di Flores.

## Geografia fisica
Il dipartimento si trova nella parte settentrionale del Guatemala; con una superficie di 33.600 km2, è il più grande in termini di dimensioni e rappresenta circa un terzo della superficie del Guatemala.

## Comuni
Il dipartimento di Petén conta 17 comuni di cui 12 di seguito riportati:
- Dolores
- Flores
- La Libertad
- Melchor de Mencos
- Poptún
- San Andrés
- San Benito
- San Francisco
- San José
- San Luis
- Santa Ana
- Sayaxché